# راسيل يونغ (فنان)
راسيل يونغ (بالإنجليزية: Russell Young)‏ هو فنان بريطاني، ولد في 13 مارس 1959 في يورك في المملكة المتحدة.

## وصلات خارجية
- راسيل يونغ على موقع ميوزك برينز (الإنجليزية)